# Кокшалгин
Кокшалги́н (каз. Көкшалғын) — станційне селище у складі Саркандського району Жетисуської області Казахстану. Входить до складу Лепсинського сільського округу.
У радянські часи селище називалося Кокшалгін.
Населення — 7 осіб (2021; 25 у 2009, 27 у 1999).